# Ливила
Ливила (Либила и Левила; лат. Livila, Libila или Levila; погиб 9 или 10 июля 491, Равенна) — военный магистр правителя Италии Одоакра с 489 года.

## Биография
О Ливиле сообщается в нескольких раннесредневековых исторических источниках: хронике Анониме Валезия, «Старших Венских фастах» и «Копенгагенском продолжении „Хроники“ Проспера Аквитанского».
Происхождение Ливилы достоверно неизвестно. Предполагается, что Ливила тождественен Эвиле, упоминавшемуся в одной из надписей в Равенне. В ней он назван клариссимом и комитом (лат. «cl[arissimus] com[es]»). Имя этой персоны, скорее всего, принадлежало к древнегерманскому именослову и, следовательно, Ливила был германцем: возможно, он принадлежал к одному из восточногерманских народов.
Единственное свидетельство о Ливиле в близких к нему по времени источниках относится к 491 году, когда он был военным магистром (лат. magister militum или magister similar) и возглавлял армию Одоакра во время остготского вторжения на Апеннинский полуостров. Скорее всего, он получил эту должность после того, как предыдущий военный магистр Туфа в конце сентября 489 года перешёл на сторону короля остготов Теодориха Великого. Несмотря на то, что в том же году Туфа снова примкнул к Одоакру, Ливила так и остался военным магистром.
Вместе с Одоакром, королевой Сунигильдой, принцем Телой и другими королевскими приближёнными Ливила в 490 году был осаждён остготами в столице государства Равенне. В ночь с 9 или 10 июля 491 года он сопровождал Одоакра в попытке прорвать осаду. Однако в произошедшем под стенами Равенны бою, в котором обе стороны понесли значительные потери, победу одержало войско Теодориха Великого. Среди погибших сторонников Одоакра был и Ливила. Эта вылазка стала последней серьёзной попыткой правителя Италии покинуть Равенну, так как лишившись своих лучших воинов из числа герулов, Одоакр уже не мог собрать достаточного войска для ещё одной битвы с остготами.
Возможным преемником Ливилы в должности военного магистра называют Эмилиана, упоминавшегося в недатированном письме папы римского Геласия I.